# ICOCA
ICOCA désigne à la fois un système de billettique développé par l'entreprise ferroviaire japonaise JR West, ainsi que les titres de transport (sous forme de cartes à puce à radio-identification) compatibles avec ce système.

## Étymologie
Le nom ICOCA est une abréviation pour IC Operating Card, se prononçant ikoka ce qui peut signifier « On y va ? » (行こか) dans le dialecte d'Ōsaka.

## Historique
Inaugurée le 1er novembre 2003 sur le réseau ferroviaire de la société JR West (qui couvre la métropole d'Osaka ainsi que les agglomérations de Kōbe, Kyōto, Hiroshima, Okayama entre autres), cette carte est actuellement acceptée par la majorité des réseaux de transport dans le Kansai ainsi que sur le réseau de la société JR East (qui couvre la métropole de Tōkyō), car compatible avec la carte Suica, elle-même compatible avec la carte PASMO de Tokyo Metro.

## Technologie
Les cartes ICOCA sont basées sur la technologie FeliCa, de type RFID, développée par Sony et utilisée depuis 1997 à Hong Kong comme système de monétique par le Métro de Hong Kong.

## Couverture
Les cartes ICOCA sont acceptées par la majorité des transports opérant dans la région du Kansai :
- Ferroviaire
  - JR West (Ōsaka, Hiroshima, Okayama)
  - JR East (Tōkyō, Sendai)
  - Osaka Metro (anciennement Métro municipal d'Ōsaka)
  - Métro municipal de Kyōto
  - Métro municipal de Kobe
  - Hankyū
  - Hanshin
  - Nankai
  - Kintetsu
- Bus
  - Réseau de bus de la compagnie Osaka City Bus (anciennement bus de la municipalité d'Ōsaka)
  - Réseau de bus de la municipalité de Kyōto
  - Réseau de bus de la municipalité de Kōbe

## Types de carte

### Carte ICOCA standard
La carte ICOCA standard stocke sous forme électronique une quantité d'argent correspondant à un solde. La carte peut être rechargée par l'utilisateur sur une borne de paiement spécialement conçue à cet effet. Etant un système pré-payé, l'utilisateur ne peut pas pénétrer dans la zone de transport avec un solde négatif.
La carte ICOCA standard peut être retirée dans la majorité des distributeurs de billets au tarif de 2000 Yens (approximativement 14 Euros) avec 1500 Yens de monnaie électronique chargée dans la carte. Les 500 Yens de caution étant rendu lors du dépôt de la carte.

### Carte ICOCAteikiken
La carte ICOCA teikiken (ICOCA　定期券) est une carte ICOCA standard avec en plus les informations d'abonnement pour l'utilisation de manière illimitée d'un parcours entre deux gares données.
Le parcours d'un trajet plus long que le trajet inscrit vient prélever dans le solde restant de la carte la distance supplémentaire correspondante.

### Carte Smart ICOCA
La carte Smart ICOCA est liée à une carte J-West ou à une carte de crédit. Le principal avantage de cette carte est de pouvoir collecter des points durant son utilisation et de permettre une recharge simplifiée (prélèvement automatique sur un compte J-West ou de la carte de crédit liée à la carte Smart ICOCA).